# Fisković
Fisković je priimek več znanih oseb: 
- Cvito Fisković (1908—1996), hrvaški akademik in umetnostni zgodovinar
- Igor Fisković (*1944), hrvaški akademik in umetnostni zgodovinar
- Vicko Fisković (1797—1844), hrvaški slikar